# 2 فبراير
- السبت
- الأحد
- الاثنين
- الثلاثاء
- الأربعاء
- الخميس
- الجمعة

- 12 شعبان 1446  هـ
- 23 شعبان 1446  هـ
- 34 شعبان 1446  هـ
- 45 شعبان 1446  هـ
- 56 شعبان 1446  هـ
- 67 شعبان 1446  هـ
- 78 شعبان 1446  هـ
- 89 شعبان 1446  هـ
- 910 شعبان 1446  هـ
- 1011 شعبان 1446  هـ
- 1112 شعبان 1446  هـ
- 1213 شعبان 1446  هـ
- 1314 شعبان 1446  هـ
- 1415 شعبان 1446  هـ
- 1516 شعبان 1446  هـ
- 1617 شعبان 1446  هـ
- 1718 شعبان 1446  هـ
- 1819 شعبان 1446  هـ
- 1920 شعبان 1446  هـ
- 2021 شعبان 1446  هـ
- 2122 شعبان 1446  هـ
- 2223 شعبان 1446  هـ
- 2324 شعبان 1446  هـ
- 2425 شعبان 1446  هـ
- 2526 شعبان 1446  هـ
- 2627 شعبان 1446  هـ
- 2728 شعبان 1446  هـ
- 2829 شعبان 1446  هـ

2 فبراير أو 2 شُباط أو يوم 2 \ 2 (اليوم الثاني من الشهر الثاني) هو اليوم الثالث والثلاثون (33) من السنة وفقًا للتقويم الميلادي الغربي (الغريغوري). يبقى بعده 332 يومًا لانتهاء السنة، أو 333 يومًا في السنوات الكبيسة.

## أحداث
- 1032 - كونراد الثاني يصبح ملكًا على برغونة.
- 1260 - سقوط دمشق في يد التتار بقيادة كتبغا أحد قادة هولاكو.
- 1848 - الولايات المتحدة الأمريكية والمكسيك توقعان «معاهده جوادالوب هيلداجو» التي أنهت الحرب المكسيكية الأمريكية.
- 1878 - مملكة اليونان تعلن الحرب على الدولة العثمانية تضامنًا مع الإمبراطورية الروسية.
- 1933 - المستشار الألماني أدولف هتلر يقرر حل الرايخستاج (البرلمان) بعد يومين من توليه السلطة.
- 1943 - استسلام قائد الجيش الألماني السادس للقائد السوفيتي غيورغي جوكوف وذلك في معركة ستالينغراد في الحرب العالمية الثانية.
- 1957 - الأمم المتحدة تصدر قرارًا يدعو إسرائيل إلى الانسحاب من الأراضي المصرية التي لا تزال تحتلها وعلى قرار بتوسيع اختصاص قوات الطوارئ التابعة للأمم المتحدة بحيث تصبح حاجزًا بين إسرائيل ومصر.
- 1965 - الكنيست الإسرائيلي يسن قانون يتيح للسلطة الإسرائيلية بمصادرة ممتلكات الأوقاف الإسلامية في أنحاء فلسطين.
- 1971 - عيدي أمين يستولي على السلطة في أوغندا في انقلاب عسكري.
- 1982 - قوات سرايا الدفاع في سوريا بقيادة رفعت الأسد تجتاح مدينة حماة وتقصفها بالمدافع فيما عرف باسم مجزرة حماة.
- 1989 - مغادرة آخر رتل عسكري سوفيتي العاصمة الأفغانية كابل بعد 9 سنوات من الاحتلال العسكري.
- 2006 - غرق العبارة المصرية السلام 98 العاملة بين مصر والسعودية في البحر الأحمر أثناء إبحارها من منطقة تبوك إلى سفاجا، وأدى ذلك إلى غرق أكثر من 1033 شخص.
- 2011 - وقوع ما عرف باسم موقعة الجمل في ميدان التحرير أثناء ثورة 25 يناير.
- 2022 - مقتل زعيم تنظيم الدولة الإسلامية في العراق والشام أبو إبراهيم الهاشمي بعد غارة أمريكية نفذتها قيادة العمليات الخاصة المشتركة.
- 2024 - القوات الجوية الأمريكية تبدأ بشن غارات جوية على أهداف لجماعات مسلحة تتبع حركة المقاومة الإسلامية المدعومة من إيران في كل من العراق وسوريا، ردًّا على هجمات الأخيرة على القواعد الأمريكية في الدولتين.
- 2025 - منتخب الدنمارك لكرة اليد يحقق لقب بطولة العالم للمرة الرابعة على التوالي بعد فوزه في المباراة النهائية على منتخب كرواتيا بنتيجة 32–26.

## مواليد
- 1208 - خايمي الأول، ملك أراغون.
- 1882 - جيمس جويس، كاتب وشاعر أيرلندي.
- 1902 - سليمة مراد، مغنية وممثلة عراقية.
- 1926 -
  - سعاد محمد، مغنية لبنانية.
  - فاليري جيسكار ديستان، رئيس فرنسا.
- 1933 - رشوان توفيق، ممثل مصري.
- 1939 - ديل مورتنسن، اقتصادي أمريكي حاصل على جائزة نوبل في العلوم الاقتصادية عام 2010.
- 1946 - أسياس أفورقي، رئيس إريتريا.
- 1947 -
  - داود جلاجل، ممثل أردني.
  - فرح فاوست، ممثلة أمريكية.
- 1952 - بارك غن هي، رئيسة سابقة لكوريا الجنوبية.
- 1958 - جورج غريغوري، مؤلف ومترجم وباحث وأسناذ جامعي ومستعرب روماني.
- 1959 - إبراهيم عبد الله صرصور من أبرز قيادات الحركة الإسلامية داخل الخط الأخضر.
- 1961 - توموهيرو نيشيمورا، ممثل أداء صوتي ياباني.
- 1965 - عبد الله فركوس، ممثل مغربي.
- 1969 - فاليري كاربن، لاعب كرة قدم روسي.
- 1970 - ساندرا نشأت، مخرجة مصرية.
- 1977 -
  - شاكيرا، مغنية كولومبية من أصل لبناني.
  - خالد الشمري، لاعب كرة قدم كويتي.
- 1978 - هبة مشاري حمادة، كاتبة كويتية.
- 1979 -
  - شاميتا شيتي، ممثلة هندية.
  - مرام البلوشي، ممثلة ومغنية كويتية.
- 1980 - أوليغر، لاعب كرة قدم إسباني.
- 1987 -
  - جيرارد بيكي، لاعب كرة قدم إسباني.
  - مها زين، ممثلة يمنية تعمل في السعودية.
- 1989 - طارق عبدو، ممثل سوري.
- 1990 -
  - إيرم حلواجي أوغلي، ممثلة تركية.
  - سارة أبي كنعان، ممثلة لبنانية.

## وفيات
- 1109 - الخطيب التبريزي، أحد أعلام اللغة والأدب في القرن الخامس الهجري.
- 1188 - ابن لبال الشريشي، عالم مسلم وشاعر أندلسي.
- 1435 - جوفانا الثانية، ملكة نابولي.
- 1750 - محمد بن عبد الرحمن العفالقي، فقيه حنبلي وفَلَكي نجدي.
- 1907 - ديميتري مندلييف، عالم كيمياء روسي.
- 1942 - أبراهام شتيرن، مؤسس منظمة شتيرن الصهيونية.
- 1969 - بوريس كارلوف، ممثل إنجليزي.
- 1970 - بيرتراند راسل، فيلسوف وكاتب إنجليزي حاصل على جائزة نوبل في الأدب عام 1950.
- 1972 - نتالي كليفورد بارني، كاتبة وشاعرة أمريكية.
- 1978 - عبد الأمير الحصيري، شاعر عراقي.
- 1980 - ويليام ستاين، عالم كيمياء حيوية أمريكي حاصل على جائزة نوبل في الكيمياء عام 1972.
- 1989 - عبد اللطيف التلباني، مغني مصري.
- 2011 - أوال غول، مواطن أفغانستاني توفي داخل معتقل غوانتانامو الأمريكي.
- 2000 - عدنان بركات، ممثل سوري.
- 2008 - عبد اللطيف بندر أوغلو، شاعر عراقي تركماني.
- 2012 - نسيب لحود، سياسي لبناني.
- 2013 - كريس كايل، القناص الأكثر فتكاً في العسكرية الأمريكية.
- 2014 - فيليب سيمور هوفمان، ممثل أمريكي حائز على جائزة الأوسكار.
- 2022 -
  - طارق حرب، مؤرخ وسياسي عراقي.
  - عبد الحميد زوبا، لاعب ومدرب كرة قدم جزائري.
  - جيلالي عبدي، لاعب كرة قدم جزائري.
  - أبو إبراهيم الهاشمي القرشي، ثاني أمراء تنظيم داعش.

## أعياد ومناسبات
- يوم غراوندهوغ في الولايات المتحدة وكندا.

## وصلات خارجية
- وكالة الأنباء القطريَّة: حدث في مثل هذا اليوم.
- النيويورك تايمز: حدث في مثل هذا اليوم.
- BBC: حدث في مثل هذا اليوم.